# تور اژی
تور اژی (انگلیسی: Tour Égée) ساختمان اداری ۴۰ طبقه مستقر در لا دفانس است، که در سال ۱۹۹۹ احداث گردید.